# Digital-S
Digital-S o D9 es un formato digital de video profesional desarrollado por JVC. Sus principales características son grabación en cinta de 1/2", muestreo 4:2:2, compresión 3.3:1 y flujo de datos de 50 Mbps. Los árbitros industria audiovisual la EBU y la SMPTE en su estudio de AGOSTO de 1998 titulado "EBU / SMPTE Task Force for Harmonized Standards for the Exchange of Programme Material as Bitstreams" hicieron una comparativa de formatos los formatos digitales: D9, DVCam, DVCPro25, Betacam Digital y Betacam SX, para sacar conclusiones y recomendar al mercado de la forma más neutra posible cual era el comportamiento de cada uno en diferentes situaciones, multigeneración, edición, grabación de deportes, documentales, etc. La conclusión de este estudio es totalmente favorable al formato D9 de JVC. Esto causa un importante impacto en el mercado y hace que Panasonic (en esas fechas propietaria del 52% de JVC) cree sobre el DVCPro25 una versión de igual en características técnicas el DVCPRO 50 con la misma cinta de 1/4" y Sony reacciona sacando al mercado una versión de Betacam a 50Mbps y 4:2:2 llamada Betacam IMX en cinta de 1/2".
- Datos: Q1151555
- Multimedia: Digital-S / Q1151555